# Deng Deng Nationalpark
Deng Deng Nationalpark er en nationalpark i Cameroun. Den blev etableret i 2010 og har et område på 682,64 km2.

## Geografi
Deng Deng Nationalpark ligger ved Sanaga-floden. Lom Pangar-reservoiret ligger øst for parken.
Deng Deng Nationalpark ligger 50 km sydøst for Mbam Djerem Nationalpark.

## Flora og fauna
Deng Deng Nationalpark ligger i den nordlige congoliske skov-savannemosaikøkoregion.
Deng Deng Nationalpark er hjemsted for den nordligste kendte bestand af den kritisk truede vestlige lavlandsgorilla (Gorilla gorilla gorilla). Parken er også hjemsted for chimpanser (Pan troglodytes), afrikanske skovelefanter (Loxodonta cyclotis), flodhest (Hippopotamus amphibius), kæmpe pangolin (Smutsia gigantea) og gulrygget dykkerantilope (Cephalophus silvicultor).